# Hisamoto Kizō
Hisamoto Kizō (久元 喜造) (sinh ngày 1 tháng 2 năm 1954) là chính khách người Nhật Bản. Hiện tại, ông đang giữ chức vụ làm thị trưởng thành phố Kobe kể từ ngày 19 tháng 11 năm 2013.